# Matti Hamberg
Matti Johan Hamberg (* 26. April 1932 in Helsinki) ist ein ehemaliger finnischer Eisschnellläufer.
Hamberg, der für den Verein Helsingin Luistinkiitäjät in Helsinki startete, nahm von 1949 bis 1963 meist an nationalen Wettbewerben teil und wurde im Jahr 1951 finnischer Juniorenmeister im Kleinen Vierkampf. Bei seiner einzigen Teilnahme an Olympischen Winterspielen im Januar 1956 in Cortina d’Ampezzo lief er auf den 32. Platz über 5000 m, auf den 18. Rang über 1500 m und auf den neunten Platz über 500 m. Im folgenden Jahr errang er bei der Mehrkampfeuropameisterschaft in Oslo den 29. Platz im Großen Vierkampf. Seine beste Platzierung im Mehrkampf bei finnischen Meisterschaften erreichte er in den Jahren 1955 und 1957 mit dem sechsten Platz.

## Persönliche Bestleistungen
| Disziplin | Zeit        | Datum            | Ort         |
| --------- | ----------- | ---------------- | ----------- |
| 500 m     | 42,2 s      | 28. Januar 1956  | Misurinasee |
| 1000 m    | 1:30,0 min  | 3. Februar 1956  | Wien        |
| 1500 m    | 2:14,4 min  | 20. Januar 1956  | Davos       |
| 3000 m    | 5:07,3 min  | 1. Dezember 1957 | Rovaniemi   |
| 5000 m    | 8:28,1 min  | 29. Januar 1956  | Misurinasee |
| 10.000 m  | 19:08,2 min | 23. Januar 1954  | Rovaniemi   |